# Max Eisfeld
Max Eisfeld (1863-1935) var en tysk skuespiller.
Max Eisfeld var forfatteren Herman Bangs partner. 1885-1886 levede de sammen i Prag i kejserriget Østrig-Ungarn.